# Julius Leopold Klein

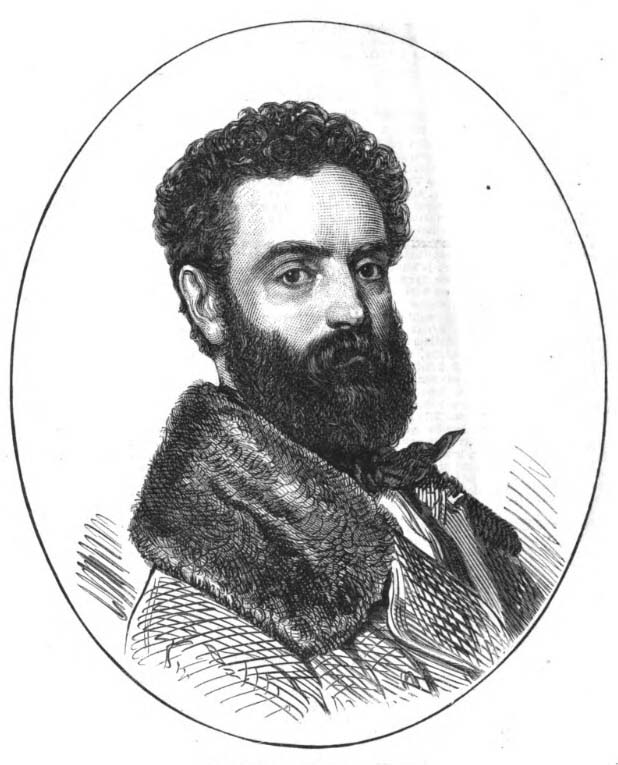
Nach „Zeichnung aus früherer Zeit“ in Illustrirte Zeitung, Oktober 1876

Julius Stephan Leopold Klein (* 1808,  nach anderen Angaben 1810 in Mischkolz, Kaisertum Österreich; † 2. August 1876 in Berlin) war ein deutscher Autor und Literaturhistoriker.

## Leben
Julius Stephan Leopold Klein kam in Nordungarn zur Welt, als Sohn von Joachim Heinrich Klein und Elisabeth Klein, geb. Reszowski, einem deutschen Ehepaar jüdischer Herkunft. Schon im zwölften Lebensjahr soll ihn die Lektüre Schillers zum Schreiben von Dramen inspiriert haben.

## Ausbildung
Er absolvierte das Gymnasium in Pest, wurde als Dreizehnjähriger in die Prima aufgenommen und schrieb im vierzehnten Lebensjahr ein Carmen in lateinischen Hexametern, das gedruckt und unter Lehrern und Schülern verteilt wurde. Mit fünfzehn Jahren ging er nach Wien an die Universität, studierte zunächst Medizin, widmete sich aber vorzugsweise geschichtlichen, philologischen und naturwissenschaftlichen Studien. Klein eignete sich fast ein Dutzend Sprachen an und soll ein Huldigungsgedicht im Auftrag der Mischkolzer Juden für den Grafen Ádám Reviczky von Revisnye in deutscher, ungarischer, lateinischer, griechischer, französischer, englischer, spanischer und hebräischer Sprache verfasst haben. Dann wandte er sich dem juristischen Fach zu, ohne jedoch, wie verschiedentlich behauptet, mit einem Doktorgrad abgeschlossen zu haben.
Nachdem seine Eltern ihr Vermögen verloren hatten, kam Klein als Hauslehrer in den Dienst einer jüdischen Familie. Mit dieser nahm er auf einer Italienreise den katholischen Glauben an, ohne seine Eltern davon in Kenntnis zu setzen. Auch beim Grafen Colloredo-Mansfeld und beim Gesandten Österreichs in Neapel, Ettore Lucchesi Palli, ging Klein in Stellung.
1830 verstarb seine Mutter. Klein folgte dem Ruf einer in Preußen beheimateten Großtante nach Berlin, wo er an der Königlichen Universität im Wintersemester 1830/31 das medizinische Studium wieder aufgriff. Hier wurde er am 15. Oktober 1834 mit einer Arbeit über den Keuchhusten als Mediziner und Chirurg promoviert.

## Dramatiker und Journalist in Berlin
Nach weiteren Reisen nach Italien, Griechenland (wo er als Arzt und Hellenist bei der preußischen Gesandtschaft beschäftigt war), England und Schottland und einem Aufenthalt in Wismar im Jahre 1838 ließ er sich endgültig in Berlin, später in Pankow nieder. Er verkehrte mit jungdeutschen Schriftstellern wie Theodor Mundt, der ihm „eminentes Talent“ bescheinigte, und Heinrich Stieglitz, dem Klein seine medizinische Doktorarbeit in einer Doppelwidmung (zugleich auch dem Grafen Friedrich August von Lusi) zueignete. Charlotte Stieglitz, die ihn schätzte und bei einem Konflikt mit ihrem Ehemann vermittelnd eingriff, urteilte über Julius Leopold Klein mit der Metapher des „noch ungeschliffenen Edelsteins“. Ein Vertrauter aus dieser Zeit blieb bis in dessen Todesjahr Karl August Varnhagen von Ense.
Klein verfasste mehrere historische Tragödien und Komödien. Zenobia, ein Trauerspiel, für das Carl Reinecke eine Ouvertüre komponierte, wurde mit einigem Erfolg in Berlin gegeben, blieb allerdings ungedruckt. Noch im Februar 1885 wurde es in der Bearbeitung von Wilhelm Buchholz vom Münchener Hoftheater aufgeführt.
Da er mit seinen Dramen trotz enthusiastischer Kritiken nur wenig Resonanz im Publikum erhielt, schrieb Julius Leopold Klein Rezensionen, Feuilletons und Theaterkritiken für die Deutschen Jahrbücher für Wissenschaft und Kunst, die Zeitung für die elegante Welt, die Jahrbücher für wissenschaftliche Kritik, die Berliner Zeitungshalle und verschiedene andere Periodika. 1838 redigierte Klein den dritten Jahrgang der Baltischen Blätter. Von 1853 bis 1855 redigierte er das Blatt Der Phönix. Eine Zeitschrift für Unterhaltung und Belehrung aus dem Gebiete der Kunst, Literatur, Wissenschaft und Industrie mit Ausschluß der politischen und sozialen Fragen, das beim Verlag Stubenrauch in Berlin erschien.
In späteren Jahren wurde Julius Leopold Klein vor allem als Autor einer 13-bändigen Geschichte des Dramas (1865–1876) bekannt, für die er 1868 vom Verwaltungsrat der Schiller-Stiftung eine Ehrenpension von 300 Reichstalern erhielt.

## Familie
Auf Betreiben des Ministerialrats im preußischen Kultusministerium Johannes Schulze, den er durch Empfehlung Varnhagens kennenlernte, heiratete Klein die Witwe des Buchhändlers Alexander Cosmar, für dessen Berliner Moden-Journal Klein schrieb, die Redakteurin, Übersetzerin und Kinderbuchautorin Antonie Cosmar geb. Voigt. Julius Leopold Klein trennte sich jedoch bald von ihr, vermutlich bereits 1846, und gab die Mitarbeit am Moden-Journal auf. Zu einer Scheidung kam es offenbar nicht; die Ehefrau lebte später in Dresden als „D. med. Gattin“ und veröffentlichte unter dem Namen Antonie Klein, gelegentlich unter Hinzufügung von (A. Cosmar).
Der Autor verstarb infolge einer Lähmung nach kurzer Krankheit im Jüdischen Krankenhaus. Beigesetzt wurde er am 6. August 1876 auf dem katholischen Friedhof.  Klein hinterließ eine uneheliche Tochter vermutlich schottischer Herkunft, Marie Giffard (1835–1897), die unverheiratet blieb. Sie war als Lehrerin ausgebildet und starb 1897 in Folge eines Wohnungsbrands in ihrer Berliner Wohnung, Biesenthaler Str. 14, vierter Stock. Ihr gesamtes Vermögen, darunter eine große Bibliothek und 86.000 Mark, vermachte sie zu gleichen Teilen je einer katholischen, evangelischen und jüdischen Schule.

## Ehrungen
- Für das im Auftrag des bayerischen Königs Ludwig II. verfasste Drama Richelieu erhielt Klein 1871 eine Ehrengabe.
- 1873 erhielt Julius Leopold Klein vom König von Württemberg die goldene Medaille für Wissenschaft und Kunst.[16]

## Werke
- Marion de Lorme. Trauerspiel in fünf Aufzügen nach Victor Hugo. In: Both’s Bühnen-Repertoir. Nr. 38 (1833), S. 645–679 (Digitalisat).
- De pertussi. Dissertatio inauguralis. Nietack, Berlin 1834 (Digitalisat).
- Maria von Medici. Trauerspiel, Carl J. Klemann, Berlin 1841 (Digitalisat).
- Maria von Medici II. (zweiter Teil der Maria-von-Medici-Trilogie, auch unter dem Titel Luines.) Trauerspiel in fünf Aufzügen, Carl J. Klemann, Berlin 1842.
- Die Herzogin. Lustspiel in fünf Acten. (Manuskript für Bühnen), Carl 'Schulze, Berlin 1846 (Digitalisat).
- Cavalier und Arbeiter. Sociale Tragödie in fünf Acten. Hofmann und Comp., Berlin 1850.
- Ein Schützling. Lustspiel in drei Acten, Bessers Verlag (Franz Duncker), Berlin 1850.
- Maria.Trauerspiel in fünf Acten. A. Asher und Comp., Berlin 1860 (Digitalisat).
- Strafford. Trauerspiel in fünf Acten, Franz Duncker, Berlin 1862.
- Voltaire, Lustspiel in fünf Acten, Guttentag, Berlin 1862; dass. Für die Königliche Hofbühne eingerichtet von Wilhelm Buchholz, Wolf, München 1884
- Babiana. A. Jonas, Berlin 1864.
- Geschichte des Drama’s. T. O. Weigel, Leipzig 1865–1876.
  - Bd. 1: Einleitung. Geschichte der griechischen Tragödie (Geschichte des griechischen und römischen Drama’s. Bd. 1, 1865) (Digitalisat).
  - Bd. 2: Die griechischen Komödie und das Drama der Römer (Geschichte des griechischen und römischen Drama’s. Bd. 2, 1865) (Digitalisat).
  - Bd. 3: Geschichte des aussereuropäischen Drama’s und der lateinischen Schauspiele nach Christus bis Ende des X. Jahrhunderts (1866) (Digitalisat).
  - Bd. 4: Geschichte des italienischen Drama’s Bd. 1 (1866) (Digitalisat).
  - Bd. 5: Geschichte des italienischen Drama’s Bd. 2 (1867) (Digitalisat).
  - Bd. 6.1: Geschichte des italienischen Drama’s Bd. 3, 1. Abtheilung (1868) (Digitalisat).
  - Bd. 6.2: Geschichte des italienischen Drama’s Bd. 3, 2. Abtheilung (1869) (Digitalisat).
  - Bd. 7: Geschichte des italienischen Drama’s Bd. 4 (1869) (Digitalisat).
  - Bd. 8: Geschichte des spanischen Drama’s Bd. 1 (1871) (Digitalisat).
  - Bd. 9: Geschichte des spanischen Drama’s Bd. 2 (1872) (Digitalisat).
  - Bd. 10: Geschichte des spanischen Drama’s Bd. 3 (1874) (Digitalisat).
  - Bd. 11.1: Geschichte des spanischen Drama’s Bd. 4, 1. Abtheilung (1874) (Digitalisat).
  - Bd. 11.2: Geschichte des spanischen Drama’s Bd. 4, 2. Abtheilung (1875) (Digitalisat).
  - Bd. 12: Geschichte des englischen Drama’s Bd. 1 (1876) (Digitalisat).
  - Bd. 13: Geschichte des englischen Drama’s Bd. 2 (1876) (Digitalisat).
  - Register-Band. Bearbeitet von Theodor Ebner, T. O. Weigel, Leipzig 1886 (Digitalisat).
- Heliodora. Trauerspiel in fünf Aufzügen, Haude und Spener, Berlin 1867; dass. Für die Bühne bearbeitet von August von Loën, T. O. Weigel, Leipzig 1877.
- Dramatische Werke. 7 Bände, T. O. Weigel, Leipzig 1871–1872.
  - Bd. 1: Maria von Medici. Trauerspiel in fünf Aufzügen; Luines. Trauerspiel in fünf Aufzügen (Digitalisat).
  - Bd. 2: Zenobia, Trauerspiel in fünf Aufzügen; Die Herzogin. Lustspiel in fünf Aufzügen (Digitalisat).
  - Bd. 3: Strafford. Trauerspiel in fünf Aufzügen; Cavalier und Arbeiter. Trauerspiel in fünf Aufzügen (Digitalisat).
  - Bd. 4: Maria. Trauerspiel in fünf Aufzügen; Alceste. Lustspiel in fünf Aufzügen (Digitalisat).
  - Bd. 5: König Albrecht. Trauerspiel in fünf Aufzügen; Ein Schützling. Lustspiel in drei Aufzügen, Moreto. Trauerspiel in fünf Aufzügen (zuvor ungedruckt) (Web-Ressource).
  - Bd. 6: Heliodora. Trauerspiel in fünf Aufzügen; Voltaire. Lustspiel in fünf Aufzügen (Digitalisat).
  - Bd. 7: Richelieu. Trauerspiel in fünf Aufzügen (dritter Teil der Maria-von-Medici-Trilogie) (Digitalisat).
- Zenobia. Trauerspiel in fünf Aufzügen. In freier Bearbeitung für die Bühne von Wilhelm Buchholz. Mit der zur Handlung gehörenden Musik von Carl Reinecke, T. O. Weigel, Leipzig 1885.

## Briefe
- Josef Trostler: Briefe von Julius Leopold Klein an Varnhagen von Ense. In: Ungarische Rundschau für historische und soziale Wissenschaften Jg. 3 (1914), S. 453–457 (als pdf verfügbar in der Bibliothek der Varnhagen Gesellschaft).